# Ferdinand von Schlör
Ferdinand von Schlör (Richelbach, 2 marzo 1839 – Würzburg, 2 giugno 1924) è stato un vescovo cattolico tedesco.

## Biografia
Nato a Richelbach il 2 marzo 1839, venne nominato da papa Leone XIII vescovo di Würzburg il 5 maggio 1898, ricevendo la consacrazione episcopale il 22 maggio dello stesso anno.
Morì a Würzburg il 2 giugno 1924, all'età di 85 anni.

## Genealogia episcopale e successione apostolica
La genealogia episcopale è:
- Cardinale Scipione Rebiba
- Cardinale Giulio Antonio Santori
- Cardinale Girolamo Bernerio, O.P.
- Arcivescovo Galeazzo Sanvitale
- Cardinale Ludovico Ludovisi
- Cardinale Luigi Caetani
- Cardinale Ulderico Carpegna
- Cardinale Paluzzo Paluzzi Altieri degli Albertoni
- Papa Benedetto XIII
- Papa Benedetto XIV
- Papa Clemente XIII
- Cardinale Bernardino Giraud
- Cardinale Alessandro Mattei
- Cardinale Pietro Francesco Galleffi
- Cardinale Giacomo Filippo Fransoni
- Cardinale Antonio Saverio De Luca
- Arcivescovo Gregor Leonhard Andreas von Scherr, O.S.B.
- Arcivescovo Friedrich von Schreiber
- Arcivescovo Franz Joseph von Stein
- Arcivescovo Joseph von Schork
- Vescovo Ferdinand von Schlör

La successione apostolica è:
- Arcivescovo Johann Jakob von Hauck (1912)